# Saint-Christophe-de-Double
Saint-Christophe-de-Double är en kommun i departementet Gironde i regionen Nouvelle-Aquitaine i sydvästra Frankrike. Kommunen ligger i kantonen Coutras som tillhör arrondissementet Libourne. År 2022 hade Saint-Christophe-de-Double 601 invånare.

## Befolkningsutveckling
Antalet invånare i kommunen Saint-Christophe-de-Double
Referens:INSEE